# Kuno Knöbl
Kuno Knöbl (eigentlich Konrad Knöbl-Kastellitz;) (* 21. Dezember 1936 in Graz; † 11. August 2012) war ein österreichischer Kabarettist, Journalist und Unterhaltungschef des ORF.

## Leben
Knöbl gründete zu Ende der 1950er Jahre gemeinsam mit Peter Orthofer, Dieter Gogg und Gerhard Steffen das Grazer Studentenkabarett Der Würfel, das bereits 1961 mit dem Programm Weh dem, der rügt im österreichischen Fernsehen auftrat. Der Würfel wurde daraufhin von Gerhard Bronner nach Wien geholt und um Eva Pilz, Felix Dvorak und Erich Frank ergänzt. In der Folge war Knöbl bei der Tageszeitung Neues Österreich tätig und berichtete unter anderem als Sonderkorrespondent aus den Vereinigten Staaten kritisch über den Vietnamkrieg. Nach der Rundfunkreform ernannte Gerd Bacher Knöbl zum Unterhaltungschef des ORF. In dieser Funktion konzipierte und leitete er unter anderem die erfolgreiche Diskussionssendung Club 2.
Weiters entwickelte er das Konzept für die ab 20. Jänner 1972 ausgestrahlte Sendeleiste Impulse, in der Avantgardekünstlern und Nachwuchsfilmemachern die Möglichkeit gegeben wurde, in einem Massenmedium ihr künstlerisches Schaffen zu vermitteln. 1974 beteiligte er sich im Gefolge Thor Heyerdahls an der Pazifiküberquerung mit einer chinesischen Dschunke.
Knöbl war von 1969 bis 1972 sowohl an der Gestaltung der immer wieder für Aufregung sorgenden Familien-Spiele-Show Wünsch Dir was (Moderation: Dietmar Schönherr und Vivi Bach, Redaktion: Dieter Böttger) als auch 1969 am legendären „Bed in“ von Yoko Ono und John Lennon im Wiener Hotel Sacher (Interviewer: André Heller) beteiligt.
1969 war er der maßgebliche Verantwortliche der Fernsehsendung „Rape“: er ermöglichte John Lennon durch die Beteiligung des ORF die Realisierung einer fiktiven Dokumentation, in der die Brutalität des Mediums transparent gemacht wurde. Weltpremiere dieses Filmes war am 31. März 1969 im österreichischen Fernsehen.
Unter seiner Verantwortung als Unterhaltungschef entstand die Comedy-Show „Lodynski’s Flohmarkt Company“, für die der ORF 1971 die bisher einzige Goldene Rose d’Or des Fernsehfestivals in Montreux bekam, die Silberne ging an Monty Python’s Flying Circus.
Er war 1986 Mitbegründer des Republikanischen Clubs – Neues Österreich.
Kuno Knöbl war von 1966 bis zu seinem Ausschluss 1976 Mitglied der Freimaurerloge Libertas; nach seiner Wiederaufnahme ab 1997 in der Loge Voltaire Zur weißen Kugel.

## Werke
- Victor Charlie, Viet Cong, der unheimliche Feind. Ein Erlebnisbericht mit dokumentarischem Anhang. Molden, Wien 1966.
- Hexen, Mörder und Dämonen. Tragödie eines Urweltstammes. Buch und Zeit, Köln 1968.
- Das Tigernashorn. Mit Illustrationen von Juuko Ikewada. Ensslin und Laiblin, Reutlingen 1973, ISBN 3-7709-0325-3.
- Tai Ki. Die Reise zum Ort ohne Wiederkehr. Molden, Wien 1975, ISBN 3-217-00538-4.